# Pompe Funèbre
Pompe Funèbre es un relato escrito por Robert William Chambers perteneciente al conjunto de cuentos El misterio de la elección (1897).

## Resumen
La historia narra las actividades que el Emperador Morado realiza en el bosque Sexton. En la lectura se descubre que el Emperador Morado fue creado por Dios para venir al mundo a guardar todos los secretos de la humanidad y vivir y morir solo; también que se enfrenta a muchos problemas y retos en este bosque, entre ellos sobrevivir a trampas mortales de otras criaturas que viven ahí.